# 阿勒芒
阿勒芒（法語：Allemans，法語發音：[almɑ̃]）是法国多尔多涅省的一个市镇，属于佩里格区。

## 地理
阿勒芒（45°17'15"N, 0°18'34"E）面积18.75 平方千米，位于法国新阿基坦大区多爾多涅省，该省份为法国西南部内陆省份，是法國本土面积第三大的省，大致对应佩里戈尔地区，北起顺时针与夏朗德省、上维埃纳省、科雷兹省、洛特省、洛特-加龙省、吉倫特省和滨海夏朗德省接壤。
与阿勒芒接壤的市镇（或旧市镇、城区）包括：圣塞沃兰、孔布朗什和埃普吕什、里贝拉克、贝尔特里克-比雷、博堡、吕西尼亚克、维勒图雷、圣保罗利佐讷。

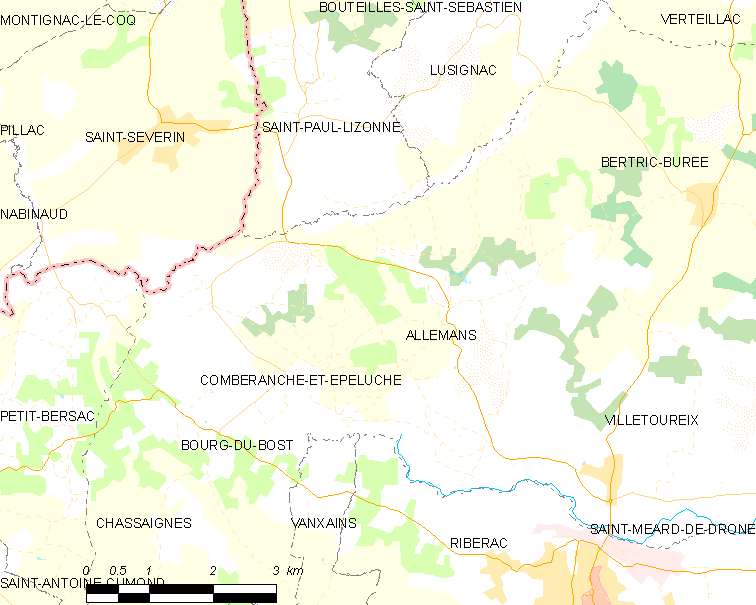
阿勒芒的OSM定位图

阿勒芒的时区为UTC+01:00、UTC+02:00（夏令时）。

## 行政
阿勒芒的邮政编码为24600，INSEE市镇编码为24007。

## 政治
阿勒芒所属的省级选区为里贝拉克县。

## 人口

1962-2008年间阿勒芒人口变化图示

阿勒芒于2022年1月1日时的人口数量为543人。